# Ludwig Knaus

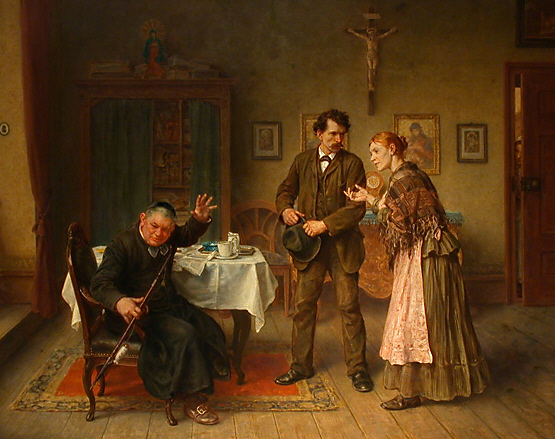
Wizyta u wiejskiego proboszcza

Ludwig Knaus (ur. 5 października 1829 w Wiesbaden, zm. 7 grudnia 1910 w Berlinie) – niemiecki malarz.
W roku 1845 przybył w wieku 16 lat do Düsseldorfu i rozpoczął studia na Akademii Sztuk Pięknych. Jego profesorami byli Karl Ferdinand Sohn i Friedrich Wilhelm von Schadow. Ukończył studia w roku 1852. W przeciwieństwie do swoich profesorów, którzy zajmowali się głównie tematyką mitologiczną, historyczną i religijną, Knaus zajął się malarstwem rodzajowym, jak „Taniec chłopski” (1850), „Gracz” (1851) i „Pszczelarz” (1851). W 1873 otrzymał Pour le Mérite za Naukę i Sztukę.